# Forellenbach (Blinde Rot)
Der Forellenbach ist ein nicht ganz zwei Kilometer langer Bach in den Ellwanger Bergen im nordöstlichen Baden-Württemberg auf dem Gemeindegebiet von Bühlertann im Landkreis Schwäbisch Hall, der nach östlichem Lauf etwas unterhalb des Betzenhofs von Rosenberg von der rechten Seite in die obere Blinde Rot mündet.

## Geographie

### Verlauf
Der Forellenbach ist auf der ersten Hälfte seines Laufes ein sehr gerader Graben zwischen Wiesen und wenigen Feldern, der zeitweise völlig trockenfällt. Dieser beginnt auf etwa 492 m ü. NHN im Gewann Strut etwa 350 Meter ostsüdöstlich des Wasserturms zwischen den Bühlertanner Weilern Hettensberg und Fronrot, deren Ortsränder etwa 300 Meter nordwestlich bzw. südwestlich liegen. Von hier an zieht der Graben mit geringem Gefälle und in flacher, sich weitender Mulde ostwärts auf den Wald Große Heide zu. Am Waldrand passiert er im Mündungsbereich eines von Südwesten fast bis zuletzt neben einem Feldweg laufenden namenlosen Grabens – Länge rund 0,3 km, Einzugsgebiet etwa 0,2 km² – einen 0,1 ha. Teich rechts am Ufer. Im von Fichten dominierten Wald zeigt er dann bald einen etwas windungsreicheren und beständiger wasserführenden Lauf, in dessen Bett Sand und Kies liegen. Erst gegen Ende fließt er etwas gefällereicher. Er mündet etwa 300 Meter südlich des Rosenberger Betzenhofs auf etwa 466,6 m ü. NHN gegenüber der diese begleitenden schmalen Wiesenaue von rechts in die obere Blinde Rot.
Der Forellenbach ist 1,9 km lang und mündet nach einem Lauf mit mittlerem Sohlgefälle von rund 14 ‰ etwa 25 Höhenmeter unterhalb seines Ursprungs. 

### Einzugsgebiet
Der Forellenbach entwässert etwa 1,3 km² in den nordwestlichen Ellwanger Bergen, einem Unter-Naturraum der Schwäbisch-Fränkischen Waldberge. Im Gebiet steht überall der Kieselsandstein (Hassberge-Formation) an, eine Verebnungen bildende Schicht des Mittleren Keupers. Die höchsten Stellen im Einzugsgebiet liegen am Südrand im Zimmerbühl auf 501,3 m ü. NHN an seinem westlichsten Punkt  beim genannten Wasserturm auf 500,2 m ü. NHN.
Von hier an konkurrieren reihum jenseits der Gesamtwasserscheide die folgenden Bäche: im Nordwesten der Hettensbach, der über den Dammbach zur Bühler entwässert; im Nordnordosten der Kaltenbach, der wenig aufwärts beim Betzenhof ebenfalls die Blinde Rot speist; an der Südostseite der Höllholzbach, der nächste rechte Zufluss der Blinden Rot; im Südwesten der Oberlauf Sauerbach des Avenbachs, der wieder zur Bühler läuft. 
Die westliche Hälfte des Einzugsgebietes liegt in offener Flur, in der die Wiesen gegenüber den Äckern etwas überwiegen, auf der östlichen steht Wald. Besiedlung gibt es nirgends. Das Gebiet gehört in Gänze zur Gemeinde Bühlertann.

### LUBW
Amtliche Online-Gewässerkarte mit passendem Ausschnitt und den hier benutzten Layern: Lauf und Einzugsgebiet des Forellenbachs

Allgemeiner Einstieg ohne Voreinstellungen und Layer: Daten- und Kartendienst der Landesanstalt für Umwelt Baden-Württemberg (LUBW) (Hinweise)
1. ↑  Höhe nach dem Höhenlinienbild auf dem Hintergrundlayer Topographische Karte.
2. 1 2  Höhe nach schwarzer Beschriftung auf dem Hintergrundlayer Topographische Karte.
3. ↑  Länge nach dem Layer Gewässernetz (AWGN).
4. 1 2  Einzugsgebiet abgemessen auf dem Hintergrundlayer Topographische Karte.
5. ↑  Länge abgemessen auf dem Hintergrundlayer Topographische Karte.
6. ↑  Seefläche nach dem Layer Stehende Gewässer.

### Andere Belege
1. ↑  Wolf-Dieter Sick: Geographische Landesaufnahme: Die naturräumlichen Einheiten auf Blatt 162 Rothenburg o. d. Tauber. Bundesanstalt für Landeskunde, Bad Godesberg 1962. → Online-Karte (PDF; 4,7 MB)
2. ↑  Geologie nach der unter → Literatur aufgeführten geologischen Karte. Einen gröberen Überblick verschafft auch: Mapserver des Landesamtes für Geologie, Rohstoffe und Bergbau (LGRB) (Hinweise)